# پرونده آلودگی به ایدز در لردگان
آلودگی به ایدز در لردگان، به ماجرای آلوده شدن تعدادی از اهالی روستای چنارمحمودی از توابع شهرستان لردگان در استان چهارمحال و بختیاری به ویروس اچ‌آی‌وی اشاره دارد. تحقیق دربارهٔ روشن شدن چگونگی ابتلای این افراد در دادگستری استان چهارمحال و بختیاری در جریان است و تاکنون بهیار این روستا به حکم قضایی بازداشت شده‌است.
بنا به گفته رئیس کل دادگستری استان چهارمحال و بختیاری پرونده قضایی در این خصوص تشکیل شده و دستگاه قضایی نیز رسیدگی به این موضوع را در اولویت قرار داده و دیگر مسئولان هم در حال پیگیری جهت کشف مبدأ و منشأ این آلودگی هستند.

## تعداد مبتلا شدگان
اقبال عباسی، استاندار چهارمحال و بختیاری، میزان شیوع اچ‌آی‌وی در چنار محمودی را زیر پنج درصد جمعیت اعلام کرده است. او گفته است: «بنا بر گزارش وزارت بهداشت، درمان و آموزش پزشکی با انجام آزمایش از ۱۳۰۰ نفر از جمعیت روستای لردگان، کمتر از ۵ درصد مردم روستا (حدود ۶۵ نفر) مبتلا به ویروس اچ‌آی‌وی/ایدز شده‌اند».

## واکنش‌ها و اعتراضات
پس از آن که تعدادی از اهالی روستای چنارمحمودی متوجه شدند که ناقل ویروس ایدز هستند ادعا کردند یکی از بهیاران مراکز بهداشت در زمانی که برای انجام آزمایش از آن‌ها خون می‌گرفته‌است به جای هر سرنگ برای یک نفر، از یک سرنگ مشترک برای تمام مراجعه‌کنندگان استفاده کرده‌است، سپس تعدادی از اهالی با حمله به خانه بهداشت ضمن شکستن شیشه‌های این مکان با تجمع مقابل فرمانداری لردگان اعتراض خود را نسبت به این حادثه ابراز داشتند
خبرهای منتشر شده اولیه حاکی از آن است که این آلودگی به علت قصور پزشکی توسط بهیار این روستا به علت رعایت نکردن اصول بهداشتی و استفاده از سرنگ و سوزن آلوده به ایدز برای انجام برخی آزمایش‌های برای اهالی روستا شیوع یافته‌است ولی رئیس مرکز مدیریت بیماری‌های واگیر وزارت بهداشت، انتقال ویروس را از طریق سرنگ آلوده تکذیب و آن را در حد شایعه عنوان کرد ولی تأیید نمود که تعدادی از اهالی این روستا مبتلا به ایدز هستند.
سعید نمکی، وزیر بهداشت، درمان و آموزش پزشکی نیز ادعای آلوده شدن این افراد را توسط سرنگ آلوده رد کرد و در نامه‌ای به وزیر دادگستری از ورود و بیان مطلب غیرکارشناسانه مقام‌های قضایی استان چهارمحال و بختیاری و بازداشت بهورز روستا انتقاد و خواستار رسیدگی سریع به این پرونده و اعاده حیثیت کارمند نظام بهداشتی درمانی شد. همچنین در بخشی از این نامه آمده‌است: «... جهت حفظ شئونات مردم منطقه به نحو کاملاً محرمانه موضوع پیگیری و با آزمایش‌های گسترده موارد جدید ردیابی گشت که متأسفانه کانون آلودگی در معتادان تزریقی و افرادی با روابط نامطلوب شناخته شد. آرام و بی‌صدا این حرکت بیماریابی ادامه داشت تا امروز یکی از مقامات قضائی استان با ورود به موضوع و ابراز مطلب غیر کارشناسانه مبنی بر مقصر بودن بهورز روستا و آلودگی بیماران از طریق سرنگ آلوده توسط وی، اقدام به جلب این نیروی خدوم و زحمت کش نمود و غم‌انگیز آنکه رسانه‌های مغرض بیگانه با استناد به این اعلام نظر و رفتار عاری از هرگونه دیدگاه کارشناسی، خبر کذب آلودگی مردم یک روستا به دلیل قصور پرسنل مرکز درمانی و استفاده از سرنگ آلوده به ویروس ایدز را منتشر کرده‌اند…»
دو روز بعد از صحبت‌های سعید نمکی، تعدادی از اهالی لردگان که از این صحبت‌ها به خشم آمده بودند، شبکه بهداشت را به آتش کشیدند و به فرمانداری این شهرستان حمله کردند. آنها تابلوی فرمانداری و اداره بهداشت لردگان را پایین کشیدند و ماشین و دفتر امام جمعه را آتش زدند. نمایندهٔ چهار‌محال و بختیاری در شورای عالی استان‌ها اعلام کرد که به سوی معترضان گاز اشک آور و گلوله هوایی شلیک شده‌است. عصر همان‌روز تجمعاتی در حمایت از اهالی لردگان در اصفهان، ایلام و چند شهر دیگر برگزار شد. همزمان استاندار چهارمحال و بختیاری اعتراض‌های روز شنبه در لردگان را به «ضدانقلاب» و «خرده‌جریانی پیچیده» نسبت داد.
در پی این اتفاق‌ها علی لاریجانی از ورود کمیسیون بهداشت و درمان مجلس، به موضوع شیوع ویروس اچ‌آی‌وی در روستای چنار محمودی خبر داد و هم‌زمان نماینده لردگان در مجلس از اظهارات وزیر بهداشت به شدت انتقاد کرد. با این‌حال سه روز بعد، سعید نمکی در جریان یک سخنرانی در شهرک صنعتی کاوه گفت: «در مسیر مبارزه با فساد نیاز به آدم سالم داریم و آدم سالم کسی است که توسعه یافته باشد، دروغ نمی‌گوید، مالیاتش را انکار نمی‌کند و HIV نمی‌گیرد».